# みんなで楽しむ〜お茶の間ベスト〜
『みんなで楽しむ〜お茶の間ベスト〜』は、2022年2月1日にリリースされた三野姫のベスト・アルバムである。

## 解説
- 三野姫としては初のベスト・アルバム

※ブックレット付（全12ページ）

## 収録曲
| 全編曲: 三野姫。 |                              |          |          |
| #                | タイトル                     | 作詞     | 作曲     |
| 1.               | 「茶碗蒸し」(トーク)         |          |          |
| 2.               | 「イイですか？」             | 渡辺英樹 | 渡辺英樹 |
| 3.               | 「ダメ男ラプソディ」         |          |          |
| 4.               | 「願ったり、叶ったり」       | 三野姫   | 三野姫   |
| 5.               | 「なべやき」(放談 三野姫)    |          |          |
| 6.               | 「大好きだから」             | 野村義男 | 野村義男 |
| 7.               | 「上にバジルと粒マスタード」 | 渡辺英樹 | 渡辺英樹 |
| 8.               | 「どんぶりコロコロ」         |          |          |
| 9.               | 「ガパオ」(トーク)           |          |          |
| 10.              | 「インスト」                 |          |          |
| 11.              | 「ジュディとマリー」         | 野村義男 | 野村義男 |
| 12.              | 「今夜は帰さない」           | 三野姫   | 三野姫   |
| 13.              | 「東京タワー」               | 野村義男 | 野村義男 |
| 14.              | 「何系〜?」(放談：三野姫)    |          |          |
| 15.              | 「ボヨラッタ」               | 野村義男 | 野村義男 |
| 16.              | 「そんなアタシも恋をする」   | 渡辺英樹 | 渡辺英樹 |
| 17.              | 「なになにな〜」             | 野村義男 | 野村義男 |
| 18.              | 「十数えろ」(トーク)         |          |          |
| 19.              | 「ラーメン食べて帰ろう」     | 野村義男 | 野村義男 |
| 20.              | 「愛しあうために生きよう」   | 渡辺英樹 | 渡辺英樹 |
| 21.              | 「タカラモノ」               | 野村義男 | 野村義男 |
| 22.              | 「Hanage Se Le」             | 渡辺英樹 | 渡辺英樹 |
| 23.              | 「あたたかな日々」           | 野村義男 | 野村義男 |
| 24.              | 「頭をもんじゃって」         | 渡辺英樹 | 渡辺英樹 |
| 25.              | 「ダンディン・ダン」         |          |          |
| 26.              | 「でしょそうでしょ」         | 三野姫   | 三野姫   |
| 27.              | 「夜のどうぶつ園」           |          |          |

## 楽曲解説
1. 茶碗蒸し
  - アルバム『個人で楽しむ〜お茶の間三野姫』に収録。
2. イイですか？
  - アルバム『わすれもの5』に収録。
3. ダメ男ラプソディ
  - アルバム『わすれもの3』に収録。
4. 願ったり、叶ったり
  - アルバム『わすれもの』に収録。
5. なべやき
  - アルバム『わすれもの2』に収録。
6. 大好きだから
  - アルバム『わすれもの5』に収録。
7. 上にバジルと粒マスタード
  - アルバム『わすれもの』に収録。
8. どんぶりコロコロ
  - アルバム『わすれもの3』に収録。
9. ガパオ
  - アルバム『わすれもの3』に収録。
10. インスト
  - アルバム『わすれもの3』に収録。
11. ジュディとマリー
  - アルバム『わすれもの4』に収録。
12. 今夜は帰さない
  - アルバム『わすれもの2』に収録。
13. 東京タワー
  - アルバム『わすれもの』に収録。
14. 何系〜?
  - アルバム『わすれもの2』に収録。
15. ボヨラッタ
  - アルバム『わすれもの2』に収録。
16. そんなアタシも恋をする
  - アルバム『わすれもの5』に収録。
17. なになにな〜
  - アルバム『わすれもの4』に収録。
18. 十数えろ
  - アルバム『個人で楽しむ〜お茶の間三野姫』に収録。
19. ラーメン食べて帰ろう
  - アルバム『わすれもの』に収録。
20. 愛しあうために生きよう
  - アルバム『わすれもの5』に収録されていて元々は渡辺のバンドVoThMの楽曲。
21. タカラモノ
  - アルバム『わすれもの2』に収録。
22. Hanage Se Le
  - アルバム『わすれもの4』に収録。
23. あたたかな日々
  - アルバム『わすれもの4』に収録。
24. 頭をもんじゃって
  - アルバム『わすれもの4』に収録。
25. ダンディン・ダン
  - アルバム『わすれもの3』に収録。
26. でしょそうでしょ
  - アルバム『わすれもの5』に収録。
27. 夜のどうぶつ園
  - アルバム『わすれもの3』に収録。